# Hendrik Bruyn
Hendrik Bruyn (geboren in 1664/1665 - 24 november 1737), ook wel Heynrich Bruyn of Hendrik Bruin, was een Nederlandse boekdrukker en uitgever. Hij was werkzaam in Amsterdam vanaf 1685 tot 1737.

## Leven en werk
Hendrik Bruyn werd geboren rond 1664 of 1665 te Amsterdam, als de tweede zoon van Dirk Bruyn, een droogscheerder, en Femmetje Hendricx Meyer. Hendrik trouwde op 23 maart 1696 met Alida van Achthoven (1656 - 1717), waarmee hij twee kinderen kreeg: Anthony Bruyn (1697 - 1766) en Hendrik II Bruyn (1700-1788). Na het overlijden van zijn eerste vrouw hertrouwde Hendrik een jaar later met Agneta Lingelbagh (1672 - 1741).
Samen met zijn oudere broer, Dirk Bruyn, is hij op 10 november 1685 lid geworden van het gilde van boekdrukkers. In 1688 werd Hendrik Bruyn veroordeeld tot één jaar winkelsluiting en een boete van f 150,- vanwege het drukken en verkopen van een spottend blad. De notitie van de notaris over dit voorval beschrijft de getuigenis van drie mannen - Jan Paulus, Jan Olffen en Jan Swancker - die op dat moment als boekdrukkers werken voor Hendrik Bruyn.
Hendrik Bruyn heeft gewerkt op drie verschillende locaties te Amsterdam: in ieder geval vanaf 1688 tot en met 1692 werkte hij bij een drukkerij aan de Nieuwezijds Achterburgwal, genaamd ‘bij de Lijnbaanssteeg’. Vanaf 1692 tot en met 1695 was hij werkzaam bij de drukkerij aan de Binnen-Amstel, bekend als ‘bij de Halve Maansbrug’. Samen met zijn broer kocht hij in 1696 het pand aan de Bloemgracht, bekend als 'bij de derde brug’, ‘op de hoek van de laatste dwarsstraat’, of ‘waar de lutherse bijbels verkocht worden’. Dit pand kopen ze over van drukker Joan II Blaeu en zijn broers voor f 7300,-. Dirk Bruyn sterft in 1707, waarna Hendrik Bruyn de helft van het pand, dat Dirk had nagelaten aan zijn ouders, koopt voor f 6500,-. Dit is het pand waar 3000 exemplaren van de Lutherse bijbel zijn gedrukt en verkocht. 
Hendrik Bruyn heeft tot zijn dood gewerkt in het pand aan de Bloemgracht, waarna het is overgedragen aan zijn zonen Anthony en Hendrik. Zij waren toen al geleerd in het drukkersvak, aangezien ze al werkzaam waren in het Bloemgrachtpand vanaf 1729.

## Uitgegeven werken

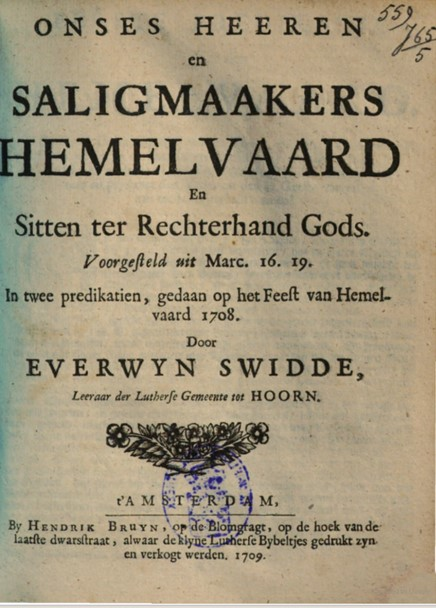
Titelpagina van Onses Heeren en Saligmakers Hemelvaart en Sitten ten Rechterhand Gods, geschreven door Everwyn Swidde, gepubliceerd door Hendrik Bruyn in 1709 te Amsterdam.

Vanaf 1691 zien we drukwerken verschijnen die Hendrik Bruyn als drukker vermelden. Voor de dood van zijn broer Dirk in 1707 worden meestal beide mannen vermeld als drukker; hierna wordt allen Hendrik Bruyn vermeld. Ze stonden wellicht het meest bekend voor hun druk van de Lutherse bijbel. De broers drukten niet alleen werken in het Nederlands, maar ook in het Duits en Latijn.
Werken onder de naam Hendrik Bruyn:
- Heinrici, Gottfried (1709, te Amsterdam). J.N.J. Christelyke lykpredicatie tot een schuldige eeren-gedagtenis over het salige afsterven van ... Elias Pomian Pesarovius enz, Volume 1.
- Swidde, Everwijn (1709, te Amsterdam). Onses Heeren en Saligmaakers hemelvaard en sitten ter rechterhand Gods: voorgesteld uit Marc. 16. 19. in twee predikatien, gedaan op het feest van hemelvaard 1708.
- Onbekend (1716, te Amsterdam). Ter silvere bruyloft van d'heer Wouter Wibbert, en juffrouwe Regina Maria Muysken: Gevierd binnen Amsterdam, op den 25 van herfstmaand des jaers M. DCCXVI, Volume 1.

Werken onder de naam Dirk Bruyn en Hendrik Bruyn:
- Reland, Adriaan (1704, te Amsterdam). Dissertatio de marmoribus arabicis Puteolanis et nummo arabico Constantini Pogonati.
- Swidde, Everwijn (1707, te Amsterdam). Lyk-predikatie uit de woorden van Paulus 2 Cor. 5. 8. over het salig afsterven van den wel-eerwaerdigen [...] Johannes Colerus.
- Muys en Holy, Nicolaes (1708, te Amsterdam). Derde en vierde brief van mr. Nicolaes Muys van Holy, advt, aan den eerwaarden kerkenraad der gereformeerde Nederduitse gemeente t’Amsterdam.